# Lantvärnssjukan
Lantvärnssjukan var ett samlingsnamn för några av de sjukdomar som många av de värnpliktiga som inkallades till lantvärnet dog av under Finska kriget, 1808-1809. De sjukdomar som oftast nämns är rödsot (dysenteri), nervfeber (tyfoidfeber) och tyfus.
1809 var det år när flest dödsfall av lantvärnssjukan registrerades. Då avled 33 000 personer i hela landet av sjukdomen, vilket var en tredjedel av alla dödsfall. Många kyrkogårdar fick namnet lantvärnskyrkogården, bland annat i Västerås vid Oxbackstullen och i Stockholm vid Skanstull, där den sistnämnde senare bytte namn 1834 till kolerakyrkogården under koleraepidemin.